# Teatro Saint James
El St. James' Theatre es un teatro neoyorquino construido por Abraham L. Erlanger, productor teatral y miembro fundador del Sindicato Teatral. Abrió sus puertas en 1927 como el Erlanger. 

## Propietarios delSt. James' Theatre
Tras la muerte de Erlanger en 1930, el control del teatro pasó a manos de la familia Astor, que era propietaria del terreno donde se levantó el teatro. Poco después, los Astor lo renombraron como St. James Theatre.
El teatro fue comprado por los Shubert a finales de 1930. Se vieron obligados a vender a William L. McKnight en 1957 tras la pérdida de un asunto de competencia. McKnight renovó el St. James y lo reabrió en 1958. En 1970, McKnight luego legó el teatro a su hija Virginia y su esposo James H. Binger, quien había hecho los Teatros Jujamcyn.
- Datos: Q3909790
- Multimedia: St. James Theatre / Q3909790